# Mina Geomdeok
La mina Geomdeok es una minas de plomo y zinc, la más grandes de Corea del Norte y considerada dentro de las más grandes del mundo en estos elementos.
La mina está ubicada en el centro del país, en la provincia de Hamgyŏng del Sur, y empezó a operar en 1932. Se calcula que tiene reservas estimadas de 266 millones de toneladas de mineral 0.88% plomo y 4.21% zinc.